# 井上徹
井上 徹（いのうえ とおる、1965年6月 - ）は、日本の地球科学者。専門は鉱物学。博士（理学）。
水が高温高圧下でマントル鉱物の様々な挙動に与える影響について実験的な研究を推進している。。

## 略歴
- 1965年　滋賀県大津市生まれ。
- 1984年　滋賀県立膳所高等学校卒業。
- 1989年　金沢大学理学部地学科卒業。
- 1991年　名古屋大学大学院理学研究科博士前期課程修了。
- 1991年　名古屋大学大学院理学研究科博士後期課程修了、博士（理学）。
- 1992年　名古屋大学大学院理学研究科　日本学術振興会特別研究員（DC1）
- 1994年　愛媛大学理学部地球科学科　井上科学振興財団フェロー、及び愛媛大学理学部地球科学科非常勤講師
- 1995年　ニューヨーク州立大学ストニーブルック校　博士研究員
- 1996年　愛媛大学理学部生物地球圏科学科助手。
- 2001年　愛媛大学地球深部ダイナミクス研究センター助手。
- 2001年　愛媛大学地球深部ダイナミクス研究センター助教授。
- 2007年　愛媛大学地球深部ダイナミクス研究センター准教授。
- 2009年　愛媛大学地球深部ダイナミクス研究センター教授。
- 2017年　広島大学大学院理学研究科教授。

## 受賞歴
- 1999年　日本高圧力学会奨励賞
- 2007年　Physics of the Earth and Planetary Interiors, Most Cited Paper 2004-2007 Award
- 2009年　日本鉱物科学会学会賞

## 著書・訳書
- 2006年　地球ダイナミクス(朝倉書店)：共著
- 2010年　Earth's Deep Water Cycle(AGU Monograph)：共著